# Neomys teres
Neomys teres (рясоніжка закавказька) — вид роду рясоніжка (Neomys) з родини мідицеві (Soricidae).

## Поширення
Країни поширення: Вірменія, Азербайджан, Грузія, Іран, Російська Федерація, Туреччина. Мешкає на берегах річок, віддає перевагу невеликим річкам та струмкам.

## Звички
Плаває і пірнає дуже добре. Гніздиться в покинутих норах гризунів, між корінням, або хмизом, іноді риє свою нору. Поодинокий. Харчується водними (безхребетні, молюски, ікра риб, мальки, пуголовки) і наземними (жуки, дощові хробаки, іноді молоді гризуни) тваринами. Слина цього виду отруйна, N. teres паралізує здобич укусом, і може зберігати живим (але знерухомленим) видобуток у своїх норах. Зберігання здобичі особливо важливий у зимовий період. N. teres відтворюється до 3 разів на рік, по 5–9 дитинчат у кожному приплоді. Деякі самиці починають розмножуватися протягом першого року. Довголіття в природі близько 2 років, в неволі до 4 років.

## Загрози та охорона
Надмірний випас худоби може мати негативний вплив на деякі популяції. Виду також може локально загрожувати видалення дерев та ерозії. Це не вважають серйозними загрозами в даний час. Зустрічаються в природоохоронних районах.